# Penthea
Penthea – rodzaj chrząszczy z rodziny kózkowatych i podrodziny zgrzypikowych. 

## Zasięg występowania
Przedstawiciele tego rodzaju występują w Australii.

## Systematyka
Do Penthea należy 14 gatunków i 2 podordzaje:
- Podrodzaj: Melanopenthea Breuning, 1942
  - Penthea melanosticta
  - Penthea obscuroides
  - Penthea pardalina
- Podrodzaj: Penthea Dejean, 1835
  - Penthea costata
  - Penthea intricata
  - Penthea lichenosus
  - Penthea macularia
  - Penthea mastersi
  - Penthea pardalis
  - Penthea saga
  - Penthea scenica
  - Penthea solida
  - Penthea tigrina
  - Penthea vermicularia